# Iwans Kindheit
Iwans Kindheit (russisch Иваново детство, Iwanowo detstwo) ist der erste abendfüllende Spielfilm des sowjetischen Regisseurs Andrei Tarkowski aus dem Jahr 1962. Im Mittelpunkt steht ein 12-jähriger Junge, gespielt von Kolja Burljajew, der, vom Krieg verwaist, „seine Verstörung durch Härte niederkämpft“ und sich in vorderster Front einen Posten im Aufklärungsdienst der Roten Armee erobert. Im Gegensatz zu den heroisierenden Darstellungen, die vor der chruschtschowschen „Tauwetter-Periode“ das Genre des sowjetischen Kriegsfilms beherrschten, reihte sich Iwans Kindheit – neben stilbildenden Werken wie Die Kraniche ziehen – unter die neuen Filme ein, die anhand von Einzelschicksalen nach dem menschlichen Tribut fragten, den der Krieg einforderte.
Bei seinem internationalen Debüt errang Tarkowski auf Anhieb einen der großen Preise – den Goldenen Löwen auf den Filmfestspielen von Venedig 1962. Mehrere bedeutende Filmemacher bekannten sich zu dem starken Einfluss, den Iwans Kindheit auf ihr Schaffen ausgeübt habe, so Ingmar Bergman, Sergei Paradschanow und Krzysztof Kieślowski (Bergman: „Meine Entdeckung von Tarkowskis erstem Film war wie ein Wunder“).

## Handlung
Die Frontlinie zwischen der Roten Armee und der deutschen Wehrmacht, markiert durch einen breiten Fluss auf ukrainischem Boden – den Dnjepr –, bildet den Hauptschauplatz des Films. Der 12-jährige Iwan, kurz eingetaucht in einen hellen Kindheitstraum, erwacht allein in einem finsteren Versteck und pirscht sich im Schutz der einbrechenden Dunkelheit durch ein sumpfiges Waldstück auf jenen Fluss zu. Am Gegenufer wird er von sowjetischen Soldaten aufgegriffen und dem jungen Oberleutnant Galzew zugeführt. Iwan verweigert jegliche Auskunft und verlangt, der „51“ – dem Chef der Aufklärung – Meldung zu machen, dass er, Bondarew, zurück sei. Widerstrebend lenkt Galzew ein und erhält die Order, dem Jungen Papier und Federhalter auszuhändigen und ihn gut zu behandeln. Noch völlig verschmutzt und unterkühlt, beschreibt Iwan mehrere Blätter und verschließt sie sorgfältig in zwei Umschlägen. Galzew trägt den bereits schlafenden Jungen, der sich gründlich gewaschen, aber kaum etwas gegessen hat, in ein Bett.
Noch in der Nacht trifft Hauptmann Cholin ein, von Iwan stürmisch begrüßt. Er gehört zum Stab der Aufklärung, in deren Dienst der Junge die deutschen Truppen ausspäht. Iwans jüngste Mission ist vom Tod der beiden Soldaten überschattet, die ihn in einem Boot abholen sollten; deshalb musste er den Fluss durchschwimmen – eine Leistung, die ihm Bewunderung einträgt. Iwan weiß um die Wichtigkeit der Aufklärung und dass seine geringe Körpergröße ihn dafür prädestiniert. Darauf pocht er, als man ihn auf eine Militärschule ins Hinterland abkommandieren will. Diejenigen, die ihn zu seinem Schutz dazu drängen, wissen aber auch, was ihn antreibt: Iwan ist Kriegswaise, hat Vater, Mutter und Schwester verloren; er selbst entkam aus einem deutschen Vernichtungslager, schloss sich Partisanen an und landete, als diese aufgerieben wurden, in einem Internat; von dort floh er, um in der Armee „seinen“ Platz zu finden, den er nun mit aller Kraft verteidigt, bis hin zur erneuten Flucht, um sich wieder zu Partisanen durchzuschlagen... Man sucht nach ihm, greift ihn auf und lässt ihn bleiben.
Es folgen Tage des Wartens auf den bevorstehenden eigenen Angriff. Während Iwan sich in Lektüre über militärische Aufklärung vertieft, konkurrieren Cholin und Galzew im Werben um die Arzthelferin Mascha. Die beiden Männer sind es schließlich auch, die den Jungen eines Nachts über den Fluss setzen, um ihn zu seinem nächsten Erkundungsgang zu verabschieden. Auf dem Rückweg geraten sie in Beschuss, können sich aber retten, samt ihrer menschlichen Fracht, den beiden toten Soldaten, die die gleiche Mission vor ihnen mit dem Leben bezahlt hatten. – Ein großer Zeitsprung versetzt den Zuschauer unvermittelt in das von der Roten Armee bereits eroberte Berlin. Galzews Einheit inspiziert in einem verlassenen Quartier der Gestapo die Akten hingerichteter sowjetischer Kriegsgefangener, jede mit einem Foto versehen. Da entdeckt Galzew auch das von Iwan. Erschüttert begibt er sich in den Exekutionsraum, während der Film, wie zu Beginn, noch einmal zurückblendet und den Jungen bei einem Kinderspiel an einem sonnigen Strand zeigt, das in einem übermütigen Wettlauf mit einem jüngeren Mädchen, vermutlich seiner Schwester, endet.

## „Wunderkind“?

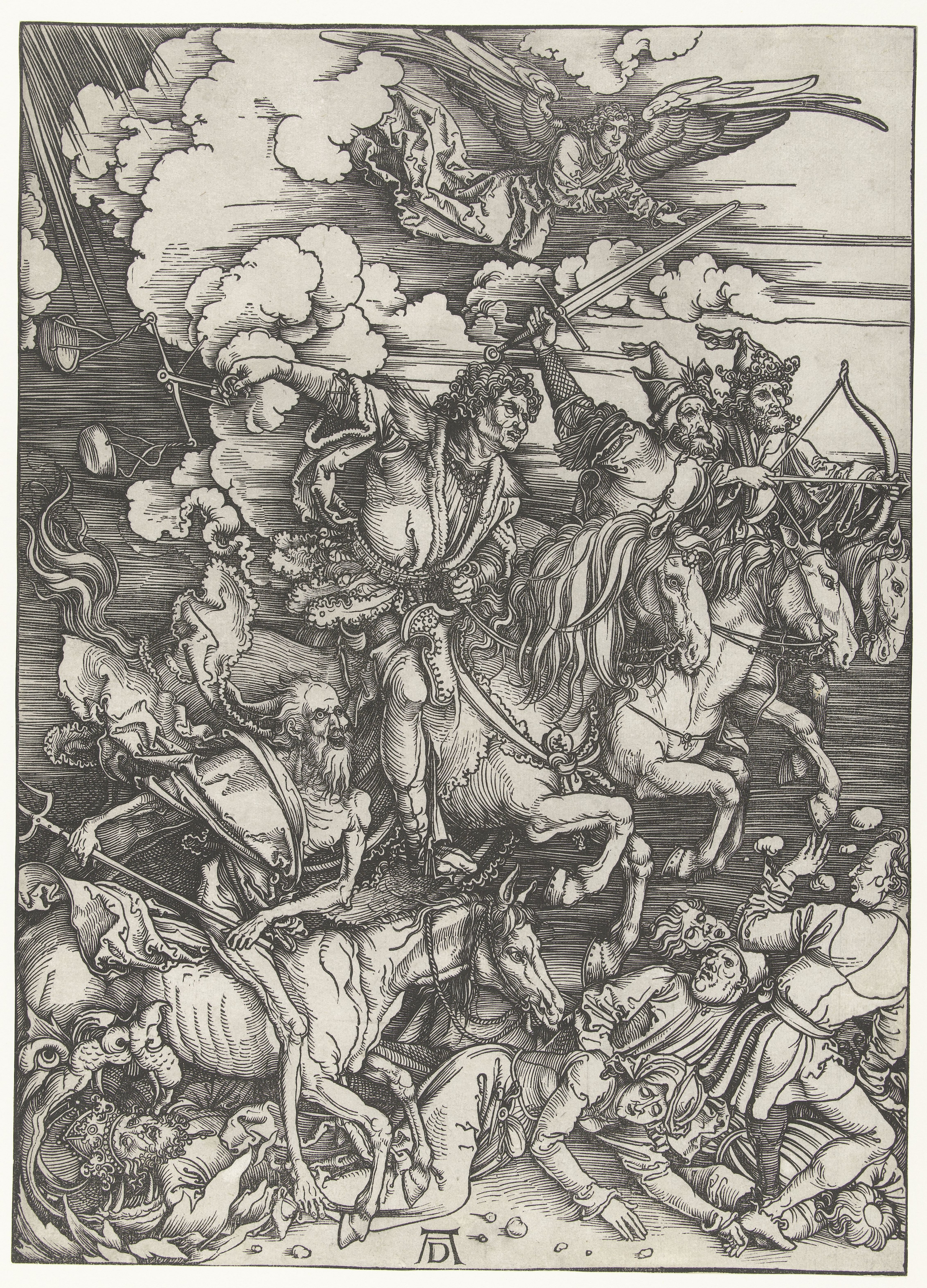
„Ich kenne sie“, sagt Iwan, mit vollem Recht, beim Anblick von Dürers Apokalyptischen Reitern, die er intuitiv gleichsetzt mit den deutschen Invasoren

Innerhalb weniger Minuten der Realhandlung sieht man zwei Mal, wie Iwan auf den Armen erwachsener, aber durchaus nicht hünenhafter Männer getragen wird. Allein das Erscheinungsbild zeigt deutlich: Iwan ist noch ein Kind. Dies macht der Film also auch ohne die traumartigen Rückblenden in eine vielleicht nur nach Monaten zu bemessende, friedliche Vergangenheit klar. Ebenso klar wird aber auch, dass Iwan allen Grund hat für seine Überzeugung, dass nur hier an der Front der Platz ist, an dem er mit seinem Gewissen im Reinen ist. Es gründet auf einer existenziellen Erschütterung durch Leid. Die Auslöschung seiner gesamten Familie ist es nicht allein. Auch nicht die Ermordung jener namenlosen acht Menschen, „keiner älter als 19“, deren Inschrift die Überlebenden mahnt, sie zu rächen. Iwan war in einem der deutschen Vernichtungslager interniert. Er selbst bezeichnet es als „Todeslager für Kinder“, was soviel heißt, dass der Vernichtungswille, der ihm dort begegnete, keinerlei Schranken kannte. Schon von daher ist es für ihn selbstverständlich, dass dieser Krieg sehr wohl auch „seine Sache“ ist.
Teile des sowjetischen Kinopublikums sahen in Iwan ein „Wunderkind“, mancher westliche Kritiker hingegen einen „dem Krieg verfallenen, vom Hass zerstörten“ Jungen. Ein eindeutiges Missverständnis ist aus Sicht des Medienwissenschaftlers Klaus Kreimeier nur Letzteres. Eine Art Wunderkind – frei gestaltet nach einer literarischen Vorlage – könne der Regisseur durchaus im Sinn gehabt haben, wenn auch nicht nach dem Vorbild „positiver Helden“ des sowjetischen Kriegsfilmpatriotismus. Im Rahmen seines Gesamtwerks eröffne Iwan jene Reihe von „Wunderkindern“, die in fast allen seiner Filme „das Prinzip des ‚Guten‘, die Kraft des Widerstands, die Idee eines ‚neuen Menschen‘, ja Errettung und Erlösung“ verkörperten. Zwei Linien würden in Tarkowskis künstlerischer „Vision des Kindes“ sichtbar: eine metaphysisch-heilsgeschichtliche in seinen späten Filmen, und in seinen frühen eine diesseitig-materialistische. Diese verbinde Iwan mit dem ihm wesensverwandten Nachfolger, dem Glockengießer Boriska in Andrej Rubljow, noch dazu gespielt vom gleichen Darsteller, dem nunmehr vier Jahre älteren Kolja Burljajew.

## Stil
Der Film beginnt mit einem scharfen Kontrast: Eine in helles Licht getauchte ländliche Idylle mit Kuckucksruf, Schmetterlingsflug und einem fröhlichen Jungen, der seine Mutter in der Nähe weiß, wird jäh abgeschnitten durch den Schreckensruf „Mama!“ und die am Boden liegende Frau, worauf der Junge erwacht in der Gegenwart einer finsteren, von Zerstörung heimgesuchten Welt, in der er sich verstecken und allein durchschlagen muss. – Eine emotionale Achterbahnfahrt also, die den Zuschauer sofort voll fordert, wobei der (bis zum Schluss monochrome) Schwarzweißfilm den Hell-Dunkel-Kontrast zusätzlich verstärkt. Die Linearität der Erzählung auf Realitätsebene wird später durch weitere traumartige Sequenzen durchbrochen; eine ist eindeutig eine Vision, die anderen könnten auch Erinnerungen sein oder, der Logik von Träumen folgend, eine Mischung aus beidem. Das Finale des Films überrascht nicht nur durch einen abrupten Orts- und Zeitsprung, sondern auch durch einen kurzzeitigen Wechsel von der Fiktion in die Dokumentation. Der Fokus dieser Bilder liegt auf den von der deutschen Führungsclique getöteten Kindern ihrer eigenen Familien; die Verbindung zum zentralen Thema von Iwans Kindheit bleibt damit gewahrt.

## Entstehung

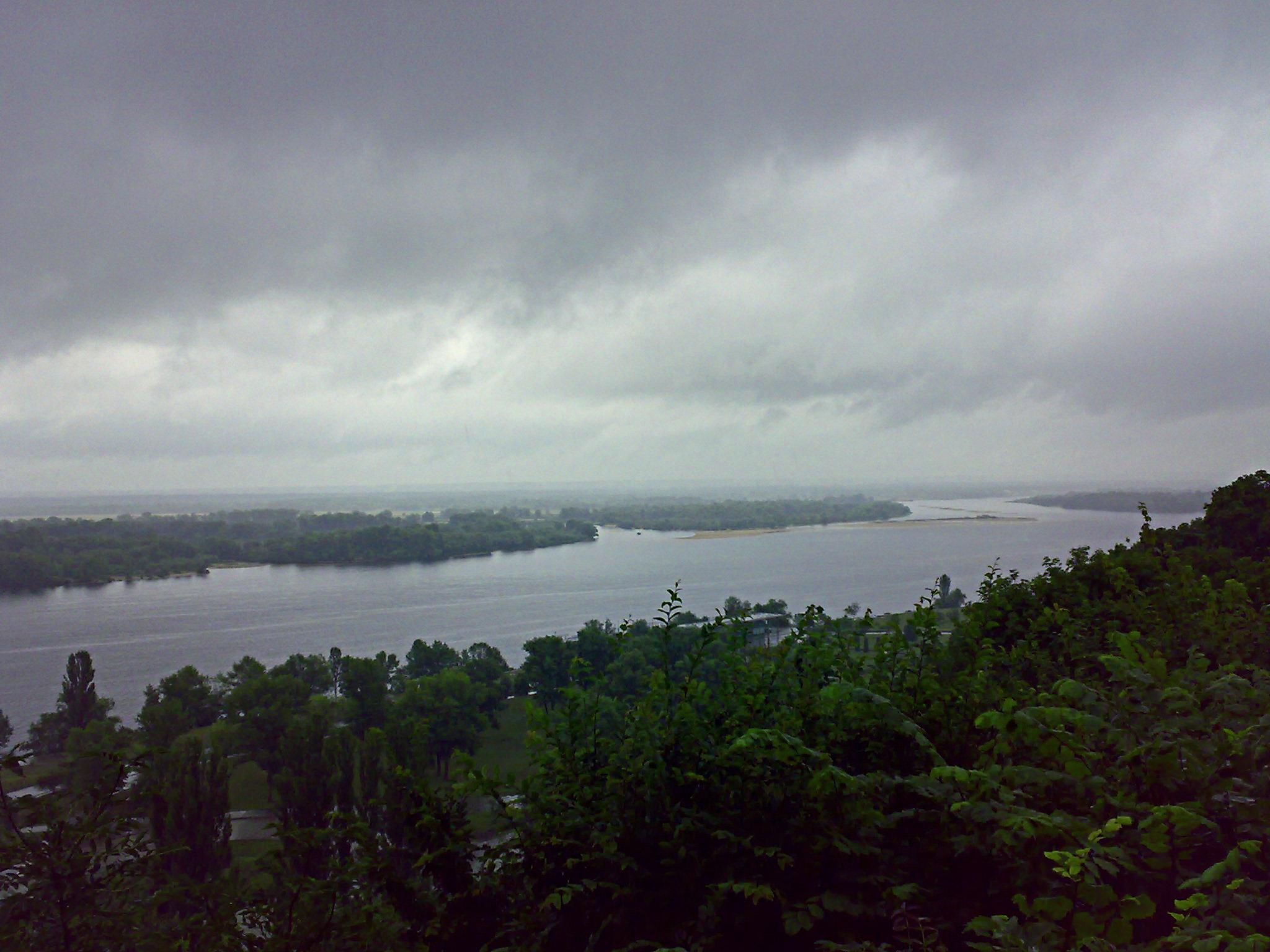
Der Dnjepr bei Kaniw in der Ukraine, Hauptschauplatz des Films

Der Film basiert auf der 1957 veröffentlichten Erzählung Iwan von Wladimir Bogomolow. Das von Michail Papawa verfasste Drehbuch sollte zunächst von Eduard Abalow verfilmt werden. Mosfilm war jedoch mit der künstlerischen Qualität der Erstfassung nicht zufrieden, weshalb die Dreharbeiten im Dezember 1960 abgebrochen wurden. Im Juni 1961 nahm man sie wieder auf, nunmehr unter der Regie von Tarkowski, der sich darum beworben hatte. Seine Motivation war komplex. Zum einen wollte er in dem Film „all [seinen] Hass gegenüber dem Krieg“ zum Ausdruck bringen und meinte, die Erzählung einer Kindheit eigne sich dafür besonders, „weil sie es ist, die mit dem Krieg am stärksten kontrastiert“. Das Aufeinanderprallen beider Gegensätze war Tarkowski umso vertrauter, da er den Einbruch des Krieges in seine Kindheit im gleichen Alter erlebt hatte wie Iwan. Nicht zuletzt war ihm die Chance, diesen Film zu drehen, auch als Prüfstein für seine Berufung willkommen, um „herauszufinden, ob es mir gegeben war, ein Regisseur zu sein, oder nicht“.
Zwei Berufskollegen, etwa gleichaltrig wie der knapp 30-jährige Tarkowski, hatten ihm bereits bei seinem Diplomfilm Die Straßenwalze und die Geige assistiert: Kameramann Wadim Jussow und Co-Autor des Drehbuchs Andrei Kontschalowski. Beide spielten auch im Entstehungsprozess von Iwans Kindheit eine wichtige Rolle. Tarkowski verdankte Jussow zum einen die Anregung, sich um den freigewordenen Regieposten zu bemühen, und zum anderen, dass Jussow seinem Wunsch nachkam, die Kameraarbeit dem Stil von Sergei Urussewski (Der letzte Schuß, Die Kraniche ziehen) anzunähern. Kontschalowski wiederum, Tarkowskis Kommilitone an der Filmhochschule, hatte wesentlichen Anteil an der Besetzung der Hauptrolle durch den jungen Kolja Burljajew, den er für seinen Kurzfilm Der Junge und die Taube „entdeckt“ hatte. Außerdem stand er Tarkowski erneut zur Verfügung bei der Umarbeitung des Drehbuchs (beide ungenannt). Ihre wichtigste Änderung zielte darauf, dem Film eine poetische Dimension zu verleihen, vor allem durch den Wechsel zwischen Realitäts- und Traumebene. Das stieß mehrfach auf Widerspruch seitens der Behörden. Letztendlich setzte sich Tarkowski aber durch, auch wenn er im Rückblick nicht mit allen künstlerischen Entscheidungen zufrieden war. Die Dreharbeiten fanden vom 15. Juni 1961 bis 18. Januar 1962 am Dnjepr in der Nähe von Kaniw statt.

## Rezeption
Tarkowskis erster abendfüllender Spielfilm war ein Erfolg, national wie international, beim breiten Publikum wie auch bei Kritikern und Intellektuellen. Allein an den heimischen Kinokassen wurden 16,7 Millionen Tickets verkauft. Iwans Kindheit war der erste Kandidat, den die Sowjetunion überhaupt ins Rennen schickte um den Auslandsoscar (1964), gelangte aber nicht in den Kreis der fünf Nominierungen. Unter den internationalen Auszeichnungen ragt der Goldene Löwe der Filmfestspiele von Venedig  1962 hervor. Der Preisverleihung folgten eine Kritik und eine Replik, die für einiges Aufsehen sorgten. Es war L'Unita, das Leitorgan der Kommunistischen Partei Italiens, die Tarkowski vorwarf, das Lyrische überbetont und sein Klassenbewusstsein gegen bürgerlichen Ästhetizismus eingetauscht zu haben. Diesen Angriff verurteilte Jean-Paul Sartre als Rückfall in stalinistischen Dogmatismus und rühmte den Stil des Films unter anderem mit folgenden Worten: „Tatsächlich repräsentieren die lyrischen Elemente des Films, der aufgewühlte Himmel, die stillen Gewässer, die endlosen Wälder auch das Leben Iwans, die Liebe und die Lebenswurzeln, die ihm verweigert sind; das, was er einmal war; das, was er noch immer ist, ohne sich jemals daran erinnern zu können; das, was die anderen in ihm und um ihn herum sehen und was er nicht mehr sehen kann. Ich kenne nichts Bewegenderes als diese lange, unendlich langsame, zum Zerreißen gespannte Sequenz am Fluß: trotz ihrer Angst und ihrer Unsicherheit (war es richtig, ein Kind solchen Gefahren auszusetzen?) sind die Offiziere, die ihn begleiten, von verzweifelter, erschreckender Zärtlichkeit erfüllt.“
Produktion und Rezeption von Iwans Kindheit standen unter dem Zeichen der von Chruschtschow eingeleiteten „Tauwetter-Periode“. Für den Mainstream der einheimischen (Anti-)Kriegsfilme bis dahin galt, dass sie den glorreichen Sowjetmenschen feierten, der sich unter Stalins leuchtender Führung im Kampf gegen die Nazis bewährte. Tarkowskis Debütfilm reihte sich nun unter die ein, die sich das Präfix „anti-“ wirklich verdienten, indem sie dem Krieg ein Gesicht gaben, aus dem echtes menschliches Leid sprach. Dazu zählten Grigori Tschuchrais Die Ballade vom Soldaten, Sergei Bondartschuks Ein Menschenschicksal und eben Michail Kalatosows Die Kraniche ziehen, dem Tarkowski vor allem stilistisch nacheiferte. Als weitere mögliche Vorbilder werden von der Kritik Andrzej Wajdas Asche und Diamant sowie Luis Buñuels Die Vergessenen genannt. Bedeutende Regisseure, die ihrerseits bekannten, dass Iwans Kindheit sie stark beeinflusst habe, waren Ingmar Bergman, Sergei Paradschanow und Krzysztof Kieślowski. Bergman äußerte sich wie folgt: „Meine Entdeckung von Tarkowskis erstem Film war wie ein Wunder. Plötzlich fand ich mich vor der Tür zu einem Raum stehen, dessen Schlüssel mir bis dahin nie gegeben worden waren. Es war ein Raum, den ich immer hatte betreten wollen und wo er sich frei und voller Leichtigkeit bewegte.“

## Auszeichnungen
- Filmfestspiele von Venedig 1962 – Goldener Löwe für Andrei Tarkowski (anteilig)
- San Francisco International Film Festival 1962 – Golden Gate Award für die beste Regie